# Curve Fever
Curve Fever (kurz cf beziehungsweise cf2.), auch bekannt unter dem Namen Achtung, die Kurve! 2 oder Zatacka, ist ein kostenloses Browserspiel, das von zwei bis acht Spielern gespielt werden kann. Dieses Computerspiel wurde von Geert van den Burg und Robin Brouns entwickelt. Es ist ein Remake des Videospiels Achtung, die Kurve!.

## Spielprinzip
Das Spiel zeigt Ähnlichkeiten zum Spiel Snake: Man steuert eine sich ständig verlängernde „Kurve“. Sobald man die Wand, die eigene Linie oder die eines Gegners berührt, scheidet man aus, die Kurve bleibt allerdings bestehen. Spielziel ist es, länger als die Gegenspieler zu überleben.
Der Spieler kontrolliert die Kurve mit nur zwei Tasten: eine lässt die Kurve sich linksherum drehen, die andere rechtsherum. Die Kurven knicken allerdings nicht abrupt ab, wie etwa bei Snake, sondern biegen allmählich ab und können einen gewissen Mindestradius nicht unterschreiten.
Die Spielereinheiten erscheinen an zufälligen Orten auf der Karte und bewegen sich mit einer konstanten Geschwindigkeit, bis sie zusammenstoßen bzw. gewinnen. Durch geschicktes Steuern kann man den Gegenspielern Raum wegnehmen und sie so zu Fehlern zwingen.
In zufälligen Abständen setzt dabei die Kurve aus und bildet Lücken, durch die man mit etwas Geschick hindurchmanövrieren kann. Um zu gewinnen, muss ein Spieler einen Gesamtpunktestand von {\displaystyle (\operatorname {Anzahl_{Spieler}} -1)\cdot 10} erreichen.
Das Spiel hat 25 Powerups, die diverse Auswirkungen auf die eigene Kurve (grün), andere Kurven (rot) oder allgemein auf das Spiel (blau) haben. So ist beispielsweise eine Erhöhung der eigenen Geschwindigkeit, eine Verkleinerung der Karte oder einer Invertierung der Links-Rechts-Steuerung der Gegenspieler möglich. Zudem beleben Online-Features, wie ein ingame-Chat, private Kommunikationsmöglichkeiten zwischen den Spielern, eine Freundschaftsliste und ein Forum das Spiel.
Bei Start des Spiels kann man, nach Wahl eines der zwei Server (Europa, Amerika), selbst als Host einen Spielraum erstellen, oder einem bereits existierenden Raum beitreten.
Dieses Spiel ist, auf seine Grundfunktionen beschränkt, kostenlos, bietet jedoch mit einem kostenpflichtigen Premium-Account weitere Zusatzfeatures, wie Werbefreiheit, eine unbegrenzte Freundschaftsliste, Teilnahme an offiziellen Turnieren und individuellere, sowie weitaus mehr Möglichkeiten bei der Erstellung von Spielräumen bezüglich Powerups, Spieleranzahl (bis zu acht Spieler pro Karte möglich) oder Wertigkeit des Spiels (ranked-Spiele). Außerdem sind auch Teamspiele mit einem Premium-Account möglich. Die offiziellen Turniere finden meist monatlich, in sich abwechselnden Spielmodi, statt und sind nur für Premium-Mitglieder spielbar. Die ersten drei Spieler bzw. Teams erhalten eine Verlängerung ihres Premiumaccounts oder eine hohe Anzahl Coins. Der/die Erstplatzierte/n bekommt/bekommen ein Kronen-Icon, bei besonderen Turnieren auch eine Extra-Belohnung.
Mit einer Ingame-Währung, den Coins, welche man für die absolvierte Spieldauer erhält, lassen sich Kurvenfarben (weiß, violett, rasta, regenbogenfarben, arctic, lava, rainbow,silver, gold, candy und jungle), fünf Powerups und eine Vielzahl Icons, welche vor dem Accountnamen im Spiel sichtbar sind, kaufen.
Es gibt außerdem fünf Achievements, die durch besondere Leistungen im Spiel erhalten werden. Diese schalten, bei Erreichen des entsprechenden Erfolges, jeweils ein weiteres Powerup frei.
Die Spielerstärke der einzelnen Spieler zeigt der rank an. Es gibt drei verschiedene ranks: FFA (jeder gegen jeden), team (Teamspiele) und 1v1 (Duelle), welche auf Grundlage des Elo-Systems, vergleichbar mit Schach, errechnet werden. Bei Anmeldung eines Accounts hat jeder der drei ranks einen Wert von 700. Mit Stand vom 5. Februar 2015 führen die User sam_pum und Shinkansen (1963; 1v1); Cut (2504; FFA) und theRealMadridcf (2438; team) die Weltranglisten an.
Hidden Monster Games gab am 22. August 2019 bekannt, den Support für Curve Fever 2 ab dem 2. September 2019 einzustellen.
Dies liegt daran, dass Flash ab Ende 2020 nicht mehr unterstützt wird und an der sinkenden Spielerzahl.

### Clans
Bei Curve Fever gibt es mithilfe einer zusätzlichen Clanseite die Möglichkeit, sich in Clans zusammenschließen und gemeinsam, als Spielgemeinschaft, gegen entsprechende andere Clans sogenannte Clanwars zu bestreiten. Auch auf der Clanseite gibt es ein vergleichbares Rankingsystem, jeder Clan beginnt bei Gründung mit 1000 Punkten. Clanwars können sowohl als 1v1-Spiele, sowie als Teamspiele (bis zu 4 gegen 4) bestritten werden, wobei Spielrunden, je mehr Spieler für einen Clan antreten, in ihrer Wertigkeit zunehmen.
Jeder Clan hat einen Clanleader, der über neue Mitglieder bestimmt und bestehende Mitglieder aus dem Clan entfernen kann. Auch hier bestehen vielfältige Kommunikationsmöglichkeiten, bspw. über einen Clan-Chat, eine Nachrichtenfunktion oder eine Art Pinnwand. Ende 2014 gibt es zusätzlich auch auf der Clanseite Achievements.
Bis Dezember 2016 fand monatlich ein Clanturnier statt, welches im Gegensatz zu den anderen Turnieren, keinen Premiumaccount erfordert.

## Curve Radio
Der zum Spiel zugehörige, wie das Spiel ausschließlich englischsprachige, Internetradiosender Curve Radio sendet täglich rund um die Uhr und ist durch einen Button von Curve Fever aus direkt zu hören. „Erfunden“ wurde der Sender durch Sebastien, Teammanager ist Remco.
Das Musikangebot ist vielfältig, neben dem die meiste Zeit aktiven Auto-DJ (unmoderiert), gibt es auch Shows, die von DJs, meist Curve-Fever-Spielern, fast jeder kann sich als DJ bewerben, durchgeführt werden. Die Shows sind meistens interaktiv gestaltet, wobei die DJs Musikwünsche ihrer Zuhörer annehmen und spielen und auf deren Kommentare im Chat eingehen. Im Vordergrund stehen meist (unterhaltsame) Alltagsgeschichten und Plaudereien über diverse Themen.

## Flappy Curve
2014 erschien als eine Mischung des Handyspiels Flappy Bird und Curve Fever, das Offline-Singleplayer-Spiel Flappy Curve, das von Ateri erfunden wurde. Das Spiel ist komplett kostenlos und finanziert sich durch freiwillige Spenden.
Hier gilt es die Kurve mit den Pfeiltasten der Tastatur durch Löcher, deren Position variiert, durchzuführen, ohne die Wand oder die Hindernisse zu berühren, womit das Spiel beendet ist. Ausgehend von Level 1 (sehr langsam), wird die Kurve von Level zu Level schneller und die Schneisen tückischer. Zudem beginnt sich die Spielfläche nach einer Zeit zu drehen. Die Grafik ist auf derer von Curve Fever aufgebaut. Es gibt vier Spielmodi, die sich einzig durch den Startpunkt (easy-Level 1; medium-Level 2; hard-Level 3 und expert-Level 4) unterscheiden.
Es gibt auch hier kaufbare Powerups, die das Spiel erleichtern, oder mehr Coins bringen, mit denen hier, vergleichbar mit Curve Fever, Kurvenfarben und weitere Powerups gekauft werden können.
Punkte erhält man für das Passieren eines Loches (je enger, desto mehr), die „überlebte“ Spielzeit, Boni für abgeschlossene Level und Boni durch Powerups. Pro passiertes Loch erhält man einen Coin.
Nach beendetem Spiel hat man die Möglichkeit, sich in einer Online-Rangliste einzutragen.

## Curve Fever 3
Der Nachfolgetitel, Curve Fever 3, wurde am 29. August 2016 veröffentlicht. Das Gameplay unterscheidet sich dabei in einigen Punkten deutlich von den Vorgängerversionen.
Hierbei sticht das neue Arenen-Feature heraus, in dem man zufällig mit Spielern aus aller Welt in ein Spiel geworfen wird. Es stehen drei verschiedene Arenen zur Verfügung, in denen Spieler zufällig einander zugeordnet werden. Je nach Endplatzierung in der Arena gewinnt oder verliert der Spieler eine, mit aufsteigender Arena-Nummer wachsende, Zahl Münzen. Die Münzen können im Shop in andere Kurvendesigns, z. B. Schnecke, Drache oder Echse, die sich beispielsweise nach Dicke, Geschwindigkeit oder Wendekreis unterscheiden investiert werden. Auf diesem Wege können auch Items gekauft werden. Weitere Gameplay-Neuerungen in Curve Fever 3 sind die durchlässigen Wände. Während bis Curve Fever 2 das Touchieren der Wände das Ausscheiden der eigenen Kurve zur Folge hatte, taucht sie nun beim Passieren der Wand auf der anderen Seite der Spielfläche auf. In den Arena-Spielen gibt es keinen Host, der die Items bestimmt, mit denen gespielt wird. Jeder Spieler hat nun die Möglichkeit ein eigenes Item seiner Wahl dem Spiel hinzuzufügen. Für jede Spielrunde werden aus diesem Itempool zufällig Items ausgewählt. Das Spielfeld wurde außerdem verkleinert und die Spiele auf die Hälfte verkürzt. So endet beispielsweise ein Spiel mit sechs Spielern in der Arena nun schon, wenn der erste Spieler 25 Punkte erreicht. In Arena 1 gibt es einen KO-Modus, d. h. nach jeder Spielrunde scheidet der Letztplatzierte aus.
Ein Ranking-System wurde dem Spiel einige Monate nach Veröffentlichung hinzugefügt. Dieses basiert, wie schon bei Curve Fever 2, auf dem Elo-System. Nach jeder Saison wird der Rang teilweise zurückgesetzt. Ausgehend vom Rang teilen sich die Spieler in verschiedene Ligen ein. Die höchste Liga Grand Masters unterscheidet sich von den anderen dadurch, dass sie sich unabhängig von der absoluten Höhe des Ranges ihrer Spieler immer aus den 100 aktuell höchstbewerteten Spielern zusammensetzt.
Neben dem Arena-Modus gibt es den Modus Custom Games, in dem Hosts ihre eigenen Spielräume erstellen können, was an Curve Fever 2 erinnert. In diesem Modus haben die Spiele weiterhin die Originallänge. Es sind sowohl FFA-Spiele, bei denen der Spieler zwischen den Kurvendesigns auswählen kann, als auch Classic-Spiele, in denen der Kurventyp für alle Spieler gleich ist, möglich. In den Custom Games gibt es allerdings kein Ranking. Die offiziellen Turniere werden im Custom Games-Modus gespielt. Team-Spiele sind in Curve Fever 3 nicht möglich.
Am 1. Juni 2018 wurde Curve Fever 3 aufgrund der geringen Spielerzahl abgeschaltet.

## Curve Fever Pro
Der vierte Teil, Curve Fever Pro erschien am 26. Februar 2018. Dieser wurde von Hidden Monster Games veröffentlicht.

## Curve Crash
Zum 1. Januar 2021 wurde Curve Fever 2 endgültig abgeschaltet aufgrund der Entfernung vom Adobe Flash Player aus den marktführenden Browsern. Als Nachfolger erschien gleichzeitig das moderne Cross-Plattform Remake Curve Crash, basierend auf PixiJS und Colyseus. Das Remake wurde von FrankM, Haru, Qoo' und R4W1L entwickelt, da der bisherige Entwickler Hidden Monster Games am 10. Oktober 2019 vom Gericht in Amsterdam (Noord-Holland) für insolvent erklärt wurde.